# ماريو كاساس
ماريو كاساس (بالإسبانية: Mario Casas)‏ مواليد 12 يونيو 1986 في لا كورونيا، لا كورونيا، غاليسيا، إسبانيا، هو ممثل إسباني بدأ مسيرته الفنية عام 2005.

## الأعمال
- الثلاثة والثلاثون (فيلم مسستند على حادثة انهيار منجم كوبيابو)
- ثلاثة أمتار فوق السماء
- الضيف الخفي

## وصلات خارجية
- الموقع الإلكتروني
- ماريو كاساس على موقع IMDb (الإنجليزية)
- ماريو كاساس على موقع ألو سيني (الفرنسية)
- ماريو كاساس على موقع أول موفي (الإنجليزية)
- ماريو كاساس على موقع قاعدة بيانات الفيلم (الإنجليزية)
- ماريو كاساس على موقع كينوبويسك (الروسية)